# Club Sportivo Dolo 1930-1931
Questa pagina raccoglie le informazioni riguardanti l'Club Sportivo Dolo nelle competizioni ufficiali della stagione 1930-1931.

## Rosa
| N. |                   | Ruolo | Calciatore                 |
| -- | ----------------- | ----- | -------------------------- |
|    | Italia (bandiera) | C     | Riccardo Beretta           |
|    | Italia (bandiera) |       | Walter Celeghin            |
|    | Italia (bandiera) |       | Chiocchini                 |
|    | Italia (bandiera) | C     | Vittorio Dal Maschio       |
|    | Italia (bandiera) | A     | Alfredo Di Bello           |
|    | Italia (bandiera) | A     | Aldo Ferdinando Ermo (III) |
|    | Italia (bandiera) | D     | Giuseppe Falconaro         |
|    | Italia (bandiera) | P     | Gilberto Gasparini         |
|    | Italia (bandiera) | P     | Gianfranco Magrini         |
|    | Italia (bandiera) | A     | Antonio Martinello         |
|    | Italia (bandiera) |       | Bruno Modulo               |

| N. |                   | Ruolo | Calciatore              |
| -- | ----------------- | ----- | ----------------------- |
|    | Italia (bandiera) |       | Alessandro Novello (II) |
|    | Italia (bandiera) | C     | Bruno Paccagnella       |
|    | Italia (bandiera) | C     | Giuseppe Piasentin      |
|    | Italia (bandiera) | C     | Gino Poletto            |
|    | Italia (bandiera) | D     | Armando Rizzi (I)       |
|    | Italia (bandiera) | A     | Attilio Rizzi (III)     |
|    | Italia (bandiera) | A     | Ernesto Rizzi (II)      |
|    | Italia (bandiera) | C     | Tullio Scanferlini      |
|    | Italia (bandiera) | C     | Ettore Simionato        |
|    | Italia (bandiera) | A     | Iginio Vulcano          |
|    | Italia (bandiera) | P     | Cesare Zancanaro        |

## Risultati

### Prima Divisione

#### Girone di andata
| Arbitro: | Salvagno (Trieste) |

|                            |           |                                                                    |
| Vulcano 18’ Martinello 35’ | Marcatori | 45’ Barbieri 53’ Guidetti 59’ Braga 71’ Melchior 77’ (rig.) Romani |

#### Girone di ritorno
| Arbitro: | Veritti (Udine) |

|                                                              |           |                                        |
| Braga 1’, 12’ Spanghero 10’ Romani 13’, 25’ 27’ Melchior 32’ | Marcatori | 47’ Piasentin 65’ Simonato 89’ Vulcano |